# Estádio do Dragão
Estádio do Dragão je fotbalový stadion v portugalském městě Porto. Svá domácí utkání hraje na stadionu jeden z nejslavnějších portugalských klubů FC Porto. Stadion má kapacitu 50 948 diváků a patří do skupiny stadionů, které UEFA ocenila pěti hvězdičkami.